# Laure Sabardin
Laure Sabardin est une actrice française.
Interprète à l'écran de nombreux rôles secondaires ou récurrents, elle est connue entre autres pour avoir joué Maître Roux dans la série Cas de divorce ou encore Thérèse Pichardeau dans les séries Les Filles d'à côté et Les Nouvelles Filles d'à côté. Active dans le doublage, elle est entre autres la voix française régulière de Barbara Eve Harris.

## Biographie
Laure Sabardin a décroché le 1er prix de l'École nationale de la rue Blanche (ENSATT). Elle commence sa carrière durant une dizaine d'années par le théâtre, puis obtient divers rôles pour le cinéma ou la télévision,.

## Théâtre
- 1976 : Chérie Noire de , mise en scène par Gaston Richer : Chérie
- 1977 : Phèdre de Racine, mise en scène par Antoine Bourseiller : Aricie
- 1978 : Les Femmes savantes de Molière, mise en scène par Dominique Leverd : Armande
- 1978 : La Veuve rusée de , mise en scène par Jean Canolle : Eleonore
- 1979 : Protée de Claudel, mise en scène par Michel de Maulne : Brindosier
- 1980 : Le Misanthrope de Molière, mise en scène par Philippe Ferran : Eliante
- 1983 : Balle de match d'Alain Bernier et Roger Maridat, mise en scène par Dominique Nohain, Théâtre Tristan Bernard
- 1983 : Erreur judiciaire de Maurice Blum, mise en scène par Dominique Nohain, Théâtre Tristan Bernard
- 1984 : Le Bluffeur de et mise en scène par Marc Camoletti, Théâtre Michel
- 1984 : Le Dindon de Georges Feydeau, mise en scène par Jean Meyer, tournée en France : Lucienne
- 1985 : Topaze de Marcel Pagnol, mise en scène par Jean Meyer, Théâtre des Célestins
- 1985 : Les Femmes savantes de Molière, mise en scène par Jean Meyer, Théâtre des Célestins : Henriette
- 1986 : Le Menteur et la Suite du menteur de Pierre Corneille, mise en scène par Françoise Seigner, Théâtre des Célestins
- 1987 : La Nuit des rois de Shakespeare, mise en scène par Dominique Liquière : Viola
- 1994 : Mec Mic Mac, mise en scène par Pascal-Emmanuel Luneau

Pièce de théâtre adaptée à la télévision
- 1978 : Au théâtre ce soir : Si tout le monde en faisait autant de John Boynton Priestley, mise en scène par André Villiers, réalisation Pierre Sabbagh, Théâtre Marigny

## Filmographie

### Cinéma
- 1980 : Les Turlupins de Bernard Revon : la demoiselle de l'autocar
- 1986 : Coïncidences de Jean-Pierre Rivière
- 1987 : Police des mœurs : Les Filles de Saint Tropez de Jean Rougeron : Sophie Leclerc
- 1988 : Les Prédateurs de la nuit (Faceless) de Jesús Franco : la réceptionniste
- 1989 : Le Retour des Mousquetaires (The Return of the Musketeers) de Richard Lester : Chevreuse

### Télévision

#### Téléfilms
- 1982 : Après tout ce qu'on a fait pour toi de Jacques Fansten
- 1984 : Jane de Claudine Guilmain
- 1985 : Vive la mariée de Jean Valère : Henriette
- 1991 : Duplex de Michel Lang : Chloé
- 1991 : Quiproquos ! de Claude Vital : Caroline Ducharry
- 1993 : Amour fou de Roger Vadim

#### Séries télévisées
- 1981 : Les Amours des années grises : Juliette (épisode 8)
- 1982 : Trois sans Toit : ?
- 1987 : La Vie Nathalie : ?
- 1989 : Demain l'amour : ?
- 1990 : Quatre pour un loyer : Christelle (26 épisodes) (diffusé en 1995)
- 1991- 1992: Cas de divorce : Maître Roux (27 épisodes)
- 1992 : Aldo tous risques : Isabella (épisode 4)
- 1994 : Placé en garde à vue : Justine
- 1994-1995 : Les Filles d'à côté : Thérèse Pichardeau (8 épisodes)
- 1995 : Julie Lescaut : Marianne Hautepain (saison 4, épisode 5 : Double Rousse d'Élisabeth Rappeneau)
- 1995- 1996: Les Nouvelles Filles d'à côté : Thérèse Pichardeau (102 épisodes)
- 1996 : L'Un contre l'autre : Mme Bienenchaire (épisode 17)
- 2019 : Les Mystères de l'amour : Cherry (la nounou de Fanny)

## Doublage

### Cinéma

#### Films
- Kathleen Quinlan dans :
  - Breakdown (1997) : Amy Taylor
  - Event Horizon, le vaisseau de l'au-delà (1998) : Peters
- Frances McDormand dans : 
  - Madeline (1998) : Miss Clavel
  - Laurel Canyon (2002) : Jane
- Alfre Woodard dans : 
  - Peur primale (1996) : le juge Miriam Shoat
  - Les Âmes perdues (2001) : Dr Allen

- 1987 : La Gagne : Lorry Dane (Diane Lane)
- 1988 : Appelez-moi Johnny 5 : l'officier Mendez (Lili Francks)
- 1989 : Always : Rachel (Marg Helgenberger)
- 1991 : JFK : Carolyn Arnold (Carol Farabee)
- 1991 : Les Nuits avec mon ennemi : la voix au téléphone ( ? )
- 1992 : Freddie, agent secret : Messina (Billie Whitelaw)
- 1993 : Tina : Darlene (Khandi Alexander)
- 1993 : Dans la ligne de mire : Sally (Mary Van Arsdel)
- 1993 : Ethan Frome : Mme Hale (Katharine Houghton)
- 1993 : Even Cowgirls Get the Blues : Delores Del Ruby (Lorraine Bracco)
- 1994 : Indiscrétion assurée : Gina Garrett (Rosie O'Donnell)
- 1994 : Tueurs nés : Antonia Chavez (Melinda Renna)
- 1994 : Greedy : Patti (Colleen Camp)
- 1996 : Los Angeles 2013 : Brazen (Michelle Forbes)
- 1996 : Au revoir à jamais : Trin (Melina Kanakaredes)
- 1996 : Mask of Death : Cassandra Turner (Rae Dawn Chong)
- 1996 : Le Prix à payer : Francesca Sutton (Vivica A. Fox)
- 1996 : Independence Day : la journaliste ( ? )
- 1996 : Escroc malgré lui : Rebecca Frazen (Laurie Metcalf)
- 1997 : Mad City : la mère d'un otage
- 1998 : L'Enjeu : Dr Samantha Hawkins (Marcia Gay Harden)
- 1998 : L'Arme fatale 4 : la secrétaire du Dr Cheng (Jennie Lew Tugend (de))
- 1998 : L'Alarmiste : Sally (Mary McCormack)
- 1998 : US Marshals : la secrétaire qui encaisse l'argent à l'hôpital (Karen Vaccaro)
- 1999 : Rush Hour : Tania Johnson (Elizabeth Peña)
- 1999 : Les Ensorceleuses : Linda Bennett (Margo Martindale)
- 1999 : Belles à mourir : Loretta (Allison Janney)
- 1999 : Une bouteille à la mer : Lina Paul (Illeana Douglas)
- 1999 : Le Célibataire : Zoe (Stacy Edwards)
- 2000 : Morceaux choisis : sœur Frida (Fran Drescher)
- 2001 : The Anniversary Party : Gina Taylor (Jennifer Beals)
- 2001 : Replicant : Angie (Catherine Dent)
- 2001 : L'Expérience : la journaliste TV (Christiane Gerboth)
- 2002 : Terre Neuve : Petal (Cate Blanchett)
- 2002 : Jason X : Kay-Em 14 (Lisa Ryder)
- 2003 : Amours suspectes : la fleuriste (Sarah Peirse)
- 2003 : Willard : Mme Leach (Kim McKamy)
- 2004 : Resident Evil: Apocalypse : la technicienne no 1 (Michelle Latimer)
- 2005 : A History of Violence : Jenny Wyeth (Michelle McCree)
- 2006 : Braqueurs amateurs : la formatrice Kostmart (Kym Whitley (en))
- 2006 : L'Affaire Josey Aimes : Peg (Jillian Armenante)
- 2006 : 16 blocs : MacDonald (Brenda Pressley)
- 2013 : Légendes vivantes : la mère de Linda (Darlene French)
- 2018 : Silvio et les autres : Cupa Caiafa (Anna Bonaiuto)

#### Films d'animation
- 2002 : Corto Maltese, la cour secrète des arcanes

### Télévision

#### Téléfilms
- 1996 : Ruby Jean and Joe : Rose (JoBeth Williams)
- 2006 : Magnitude 10,5 : L'Apocalypse : Stacy Warner (Barbara Eve Harris)
- 2007 : Perdus dans la tempête : Taryn Shemwell (Brooklynn Proulx)
- 2007 : Une seconde vie : la principale Twineman (Lynne Moody (en))
- 2012 : Un enfant à vendre : Tatiana (Joanna Pacula)

#### Séries télévisées
- Barbara Eve Harris dans :
  - Prison Break (2006-2009) : agent du FBI Felicia Lang (21 épisodes)
  - Private Practice (2007) : Melinda Stinson (saison 1, épisode 2)
  - Boston Justice (2008) : la principale Holliston (saison 4, épisode 14)
  - Esprits criminels (2008) : Eve Alexander (saison 3, épisode 18)
  - Flashpoint (2011) : Dr Roberta Fenton (saison 3, épisode 8)
  - NCIS : Enquêtes spéciales (2013) : la directrice du FAA Stacy Bergin (saison 11, épisode 3)
  - Chicago PD (depuis 2015) :  Emma Crowley (16 épisodes - en cours)
  - Chicago Fire (depuis 2016) : Emma Crowley (3 épisodes - en cours)
- Marg Helgenberger dans :
  - China Beach (1988-1991) : Karen Charlene « K. C. » Koloski (61 épisodes)
  - Urgences (1996) : Karen Hines (5 épisodes)
- Jacqueline Samuda dans :
  - Stargate SG-1 (1999-2003) : Nirrti (3 épisodes)
  - The L Word (2008-2009) : Saundra Houston (3 épisodes)
- 1990-1992 : La Loi de Los Angeles : Cara Jean « C. J. » Lamb (Amanda Donohoe) (42 épisodes)
- 1993 : Wild Palms : Tabba Schwartzkopf (Bebe Neuwirth) (5 épisodes)
- 1996-2001 : Troisième planète après le Soleil : Judith Draper (Ileen Getz) (32 épisodes)
- 1998-1999 : Rude Awakening : Jackie Garcia (Rain Priyor) (30 épisodes)
- 1998-1999 : Sunset Beach : Mme Moreau (Joyce Guy) (59 épisodes)
- 1998-1999 : Les Nouvelles Aventures de Flipper le dauphin : Dr Alexandra « Alex » Parker-Hampton (Tiffany Lamb (en)) (4 épisodes)
- 2002 : Odyssey 5 : Mary Forbes (Sandi Ross) (saison 1, épisode 13 : Phoedra)
- 2004-2005 : Desperate Housewives : Janie Peterson (Elizabeth Storm) (2 épisodes)
- 2005-2009 : Tout le monde déteste Chris : Pam (Tasia Sherel) (11 épisodes)
- 2006-2016 : The Big Bang Theory : l'infirmière Althea (Vernee Watson-Johnson) (6 épisodes)
- 2006 : Dr House : Greta (Mimi Kennedy) (saison 2, épisode 10) / Ellen Stambler (Yvette Nicole Brown) (saison 2, épisode 14) / Charlotte Lambert (Stephanie Erb) (saison 2, épisode 15) / Sarah Kelvey (Heather Kafka) (saison 3, épisode 4) / Mme Shaffer (Holly Kaplan) (saison 3, épisode 7)
- 2006 : Le Destin de Lisa : Karen Strammler
- 2006-2010 : Médium : Lily Devalos (Roxanne Hart) (7 épisodes)
- 2007 : Le Destin de Bruno : Karen Strammler
- 2009 : Nurse Jackie : Ginny Flynn (Elizabeth Marvel) (3 épisodes)
- 2009-2014 : How I Met Your Mother : Judy Eriksen (Suzie Plakson) (2e voix, 13 épisodes)
- 2009-2013 : The Good Wife : Patti Nyholm (Martha Plimpton) (5 épisodes)
- 2011-2014 : Suburgatory : Sheila Shay (Ana Gasteyer) (53 épisodes)
- 2011-2012 : A Gifted Man : l'infirmière Charisse (Tijuana Ricks (en)) (9 épisodes)
- 2012-2013 : Glee : Millie Rose (Trisha Rae Stahl (en)) (8 épisodes)
- 2013 : The Originals : Agnes (Karen Kaia Livers) (5 épisodes)
- 2015 : NCIS : Nouvelle-Orléans : Jane Trahan (Donna Duplantier) (saison 1, épisode 16)
- 2017 : Snowfall : Cissy Saint (Michael Hyatt)

#### Séries d'animation
- Le Petit Dinosaure : Tina, la belle-mère de Céra
- Yakari : Maman Castor, Maman Ours
- Mes parrains sont magiques : « Mère nature »